# أبو طالوت الشامي
أبو طالوت الشامي راوي حديث مجهول من صغار التابعين. روى له الترمذي.

## روايته للحديث النبوي
- روى عن: أنس بن مالك.
- روى عنه: معاوية بْن صالح الحضرمي.[1]
- الجرح والتعديل: قال الذهبي: « لا يُدرى من هو»،[2] روى له الترمذي حديثًا عن أنس.[1]

‌